# H.P. Mutters en Zoon

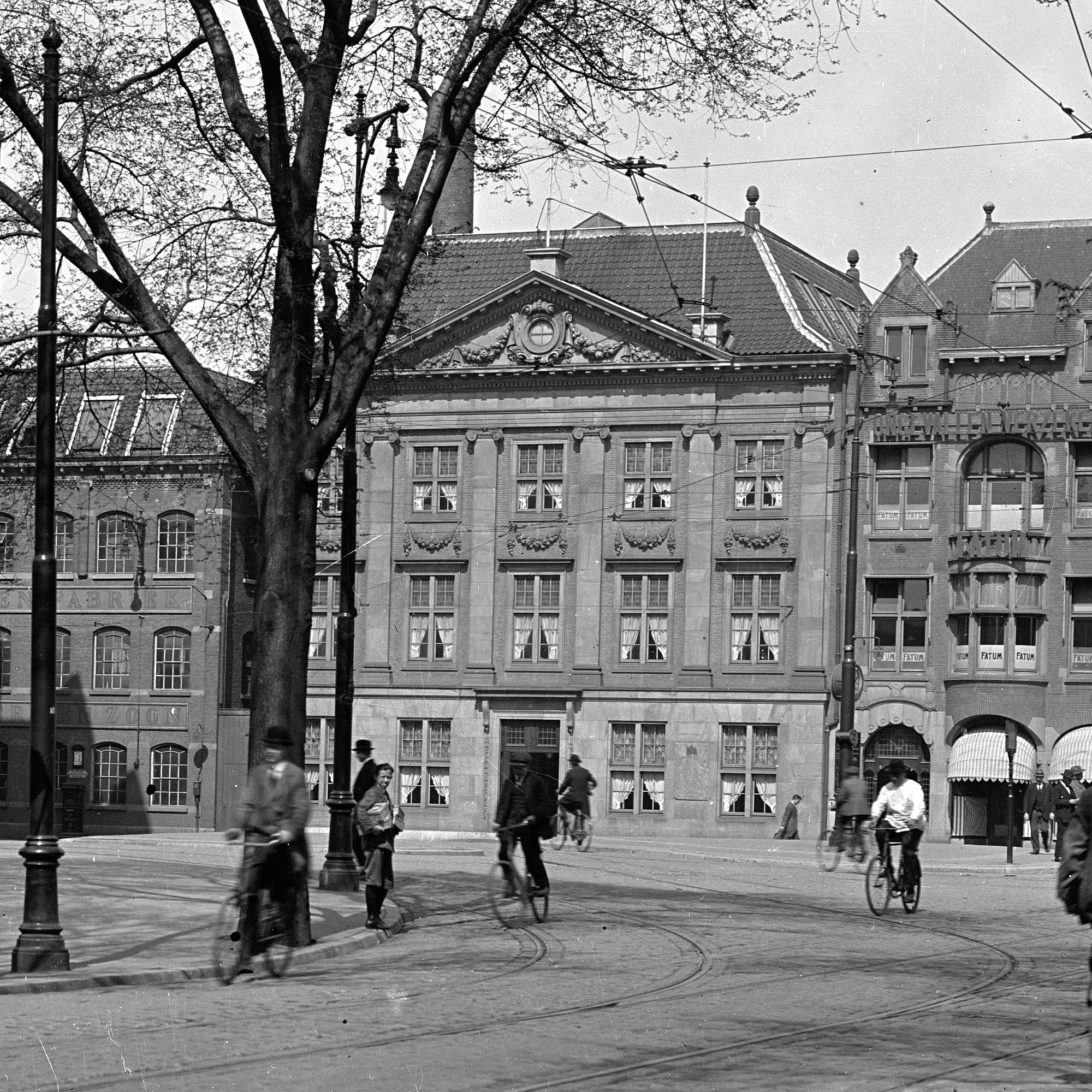
Mutters & Zoon aan het Piet Heinplein in Den Haag. De toonzalen bevonden zich in het gebouw met het fronton (midden), evenals de kantoren. In het gebouw ter linkerzijde, in het begin van de Piet Heinstraat, bevond zich de meubelfabriek

De voormalige Koninklijke Nederlandse Meubelfabriek H.P. Mutters & Zn N.V. uit Den Haag werd opgericht in 1816 en bestond tot 1974.
Na de bijdrage aan de herinrichting van paleis Noordeinde in 1863 verwierf men het predicaat Koninklijk. In 1866 werd een nieuw gebouwd fabrieksgebouw betrokken. Hier stond een van de eerste stoommachines in Nederland opgesteld. Het bedrijf heeft in de 19e en 20e eeuw veel huishoudens uit de Haagse hogere klassen voorzien van een moderne woninginrichting.
Vanuit de fabriek aan de Piet Heinstraat werden ook interieurs en meubilair voor onder meer schepen van de Holland-Amerika Lijn, miljonairsjachten, de Titanic en het Vredespaleis verzorgd. Verder bouwde men interieurs voor de eerste vliegtuigen van de Koninklijke Luchtvaart Maatschappij. In 1916 waren direct of indirect enkele duizenden werknemers voor het bedrijf actief.
Mutters, waar in 1966 nog 120 mensen werkzaam waren, werd in 1974 overgenomen door de interieurbouwfirma De Klerk Binnenbouw uit Rotterdam.